# Лашкул Віталій Леонідович
Віталій Леонідович Лашкул (28 січня 1971, с. Зоряне, Бобринецький район, Кіровоградська область, Українська РСР — 15 грудня 2014, Луганська область, Україна) — старший солдат Збройних сил України, учасник війни на сході України, командир відділення (57-ма окрема мотопіхотна бригада).

## Короткий життєпис
Народився 28 січня 1971 року у селі Зоряне (Бобринецький район) Кіровоградська область.
Проживав у Смоліне (Маловисківський район).
З 1992 року почав працювати на Смолінській шахті, з 2006 року на Новокостянтинівській шахті ДП «Східний гірничо-збагачувальний комбінат», був гірником очисного забою.
Старший солдат, командир інженерно-саперного відділення інженерно-саперної роти групи інженерного забезпечення 57-ї мотопіхотної бригади ЗСУ.
Загинув 15 грудня 2014 року у Луганський області від вибуху гранати під час проведення розмінування, рятуючи життя молодшого товариша по службі.
Похований смт. Смоліне, Маловисківський район, Кіровоградська область.
По смерті залишилися батьки, дружина, син та донька.

## Нагороди та вшанування
- Указом Президента України № 23/2017 від 3 лютого 2017 року «за особисту мужність, виявлену у захисті державного суверенітету та територіальної цілісності України, самовіддане виконання військового обов'язку» нагороджений орденом «За мужність» III ступеня (посмертно)[2].
- Вшановується в меморіальному комплексі «Зала пам'яті», в щоденному ранковому церемоніалі 15 грудня[3][4].